# Heinrich Voigtsberger
Heinrich Voigtsberger (* 10. Februar 1903 in Untermhaus; † 17. März 1959 in Wittlich) war ein deutscher Generalmajor der Wehrmacht im Zweiten Weltkrieg.

## Leben
Voigtsberger diente ab 1. Oktober 1922 als Fahnenjunker in der Reichswehr und war als Leutnant (Beförderung am 1. Dezember 1926) 1928 im 15. Infanterie-Regiment. Hier wurde er am 1. Januar 1930 bei der 4. Kompanie zum Oberleutnant befördert.
Ab 1. Oktober 1935 war er Kompaniechef im MG-Bataillon 2 und blieb dies bis 1. September 1939.
Während des Zweiten Weltkriegs nahm er an am Westfeldzug und während des Afrikafeldzuges an der Schlacht von Sollum (bei Tobruk) teil. Hier war er ab 20. Dezember 1939 Kommandeur des MG-Bataillons 2. Als Major und Kommandeur des MG-Bataillons 2 wurde ihm am 31. Juli 1941 das Ritterkreuz des Eisernen Kreuzes verliehen. Am 14. Mai 1942 übernahm er das Kommando über das Grenadierregiment 60 und wurde in dieser Position am 1. Oktober 1942 Oberstleutnant. Im weiteren Kriegsverlauf war er an der Ostfront in die Schlacht am Dnepr und der Verteidigung gegen die Uman–Botoşani-Offensive eingebunden. Als Oberst (Beförderung am 1. August 1943) und Kommandeur des Grenadier-Regiments 60 erhielt Voigtsberger am 9. Dezember 1943 das Eichenlaub zu Ritterkreuz des Eisernen Kreuzes (351. Verleihung). Ab Juni 1944 befand er sich zur Abwehr der Westalliierten Landung an der Invasionsfront in der Normandie, nahm an der Verteidigung gegen die Operation Cobra und dem Unternehmen Lüttich teil. Vom 15. bis zum 19. September 1944 war er mit der Führung 116. Panzer-Division beauftragt, kämpfte um Aachen und im Hürtgenwald sowie in der Ardennenoffensive. Von Oktober 1944 bis Dezember 1944 besuchte er einen Divisionsführerlehrgang und war im Dezember 1944 hierfür bei der 9. Armee.
Mit der Aufstellung am 1. Februar 1945 war Voigtsberger bis zu deren Auflösung am 29. April 1945 Kommandeur der 309. Infanterie-Division, welche ab 7. Februar 1945 Infanterie-Division Berlin hieß. In dieser Eigenschaft nahm er an der Schlacht an der Oder und dem Kampf im Kessel von Halbe, wo die Division am 29. April 1945 aufgerieben wurde. Am 1. April 1945 war er zum Generalmajor befördert worden.
Im Mai 1945 wurde er von Briten gefangen genommen und 1947 aus der Kriegsgefangenschaft entlassen.
Ab 1950 war er Leiter des Stabes für den Aufbau eines „Schutz- und Begleitkommandos der Bundesregierung“ bei der Zentrale für Heimatdienst (ZfH). Im Oktober 1950 wurde der Sicherheitsberater des Bundeskanzlers und Leiter der Tarnorganisation ZfH, General der Panzertruppe a. D. Gerhard Graf von Schwerin, aufgrund von Äußerungen zu einem möglichen Wehrpflichtgesetz Deutschlands entlassen. Voigtsberger kannte von Schwerin aus seiner Zeit in der 116. Panzer-Division, wo von Schwerin Kommandeur war, den Voigtsberger zwischenzeitlich vertrat. Anfang November 1950 wurden die Mitarbeiter von Schwerin entlassen.

## Archivische Überlieferung
Im Bundesarchiv haben sich 2 Akten (PERS 6/301202, PERS 6/2013) über Voigtsberger erhalten, beide sind digitalisiert.